# 濱頓別町
濱頓別町（日语：／ Hamatonbetsu chō */?）是日本北海道宗谷綜合振興局東部的町，東面向鄂霍次克海，沿海為濕原，西部和南部為山區。境內的屈茶路湖已被列入濕地公約國際重要濕地名錄。當地以漁業和酪農業為主。
「頓別」的名稱源自阿伊努語的「to-un-pet」，意思為流入湖泊的河川。
原本頓別川的河口附近地區，因河川名而被稱為「頓別」，之後內陸地區也開始有人居住，「頓別」遂成為頓別川流域的地名。1916年（大正5年），從枝幸村（後來的枝幸町）分村設立「大字頓別村（包括現在的濱頓別町、中頓別町）」時，直接沿用大字名而命名為頓別村。
之後，1918年（大正7年）設立的鐵路車站，由於「位於頓別川注入鄂霍次克海的附近」，而命名為濱頓別站。隨著鬧區逐漸遷移到車站附近（亦即現今的市區），在1951年（昭和26年）實行町制時，便命名為「濱頓別町」。

## 歷史
- 1670年：頓別的地名首次出現。[5]
- 1893年：設置頓別驛站。
- 1916年4月1日：頓別村從枝幸村分村。[6]
- 1921年4月1日：中頓別村從頓別村分村。
- 1951年11月1日：改制並改名為濱頓別町。

## 氣候
濱頓別町每年冬天都會有浮冰靠岸，但由於是海洋性氣候，氣溫低於-20℃的情况很少見。 夏天一般都很凉爽，最高氣溫很少超過25℃。 全年風多為東北偏北風，早春和秋季西南風較多，沿岸特有季風比其他地區强。 積雪從每年11月下旬開始，市區積雪最深1～1.5米，且經常發生暴風雪。融雪期為3月下旬。 7 月至 11 月降水量較多。 10月至2月有許多天下雪或下雨，11月至2月陽光燦爛的日子很少。

## 交通

### 機場
- 稚內機場（位於稚內市）

### 鐵路
- 過去曾經有天北線和興濱北線通過，但現已停駛。
- 目前最近的車站為北海道旅客鐵道宗谷本線：稚內車站和音威子府車站

### 道路
| 一般國道 - 國道238號 - 國道275號 主要道道 - 北海道道84號豐富濱頓別線 | 道道 - 北海道道586號豐牛下頓別停車場線 - 北海道道710號淺茅野台地濱頓別線 - 北海道道1074號頓別港線 |

## 觀光景點

### 觀光
- 宇曾丹內砂金採掘公園
- 屈茶路湖: 小天鵝棲息於日本最北的湖泊。
- 紅屋原生花園
- 神威岬
- 三葉草之丘
- 濱頓別溫泉

### 文化遺產
- 濱頓別屈茶路湖畔竪穴群（北海道指定史跡）

## 教育

### 高等學校
- 道立北海道濱頓別高等學校 （页面存档备份，存于）

### 中學校
| - 濱頓別町立下頓別中學校 | - 濱頓別町立濱頓別中學校 |

### 小學校
| - 濱頓別町立宇曾丹小學校 - 濱頓別町立下頓別小學校 - 濱頓別町立斜內小學校 | - 濱頓別町立豐寒別小學校 - 濱頓別町立頓別小學校 - 濱頓別町立濱頓別小學校 |

## 本地出身的名人
- 唯我：職業摔角手
- 畑中正人：作曲家
- 置田貴代美：攝影師

## 外部連結
- （日語）天北線的介紹 （页面存档备份，存于）（濱頓別町官方網頁）
- （日語）濱頓別商工會
- （日語）濱頓別中學校同學會
- （日語）濱頓別町松屋菓子店
- （日語）濱頓別食蟲植物研究會[永久]